# Rocío Ducay
Rocío Ducay Real (Madrid) es una ex gimnasta rítmica española que fue componente de la selección nacional de gimnasia rítmica de España en la modalidad de conjuntos. Su logro más reseñable es la medalla de bronce obtenida en el Campeonato Europeo de 1984 como suplente del equipo.

## Biografía deportiva
Entró a formar parte del conjunto español de gimnasia rítmica, entrenando en el Gimnasio Moscardó de Madrid a las órdenes de la seleccionadora nacional Emilia Boneva y la entrenadora de conjuntos, Ana Roncero. Georgi Neykov era el coreógrafo del equipo. En el palmarés como gimnasta de Ducay, destaca la medalla de bronce que obtuvo como gimnasta suplente en el concurso general del Campeonato Europeo de 1984 en Viena. La integrantes del conjunto que logró esta medalla eran Pilar Domenech, María Fernández (capitana), Virginia Manzanera, Eva Obalat, Nancy Usero y Graciela Yanes, además de Ofelia Rodríguez como la otra gimnasta suplente. Tras este logro les fue concedida a todas la Medalla al Mérito Gimnástico de 1984, galardón de la Real Federación Española de Gimnasia que les fue entregado en 1985 en una ceremonia presidida por Alfonso de Borbón y Dampierre, duque de Cádiz, entonces presidente del COE. 
En el Campeonato Mundial de Valladolid en 1985, volvió a ser gimnasta suplente. El equipo en esta competición fue 7º. El conjunto en Valladolid lo formaron Rocío, María Fernández, Pilar Domenech, Eva Obalat, Ofelia Rodríguez, Nancy Usero y Graciela Yanes, además de Ester Domínguez, Laura Manzanera y Estela Martín como las otras suplentes. Tras este campeonato se retiró.
Tras su retirada, trabajó entre septiembre de 1987 y junio de 1990 como profesora de gimnasia rítmica en el Colegio Jesús Maestro de Madrid. En 1992 se diplomó en Marketing en el Centro Español de Nuevas Profesiones. En 2012 se convirtió en Técnico Superior en Educación Infantil por el Centro Fomento Fundación, también de Madrid.

## Legado e influencia

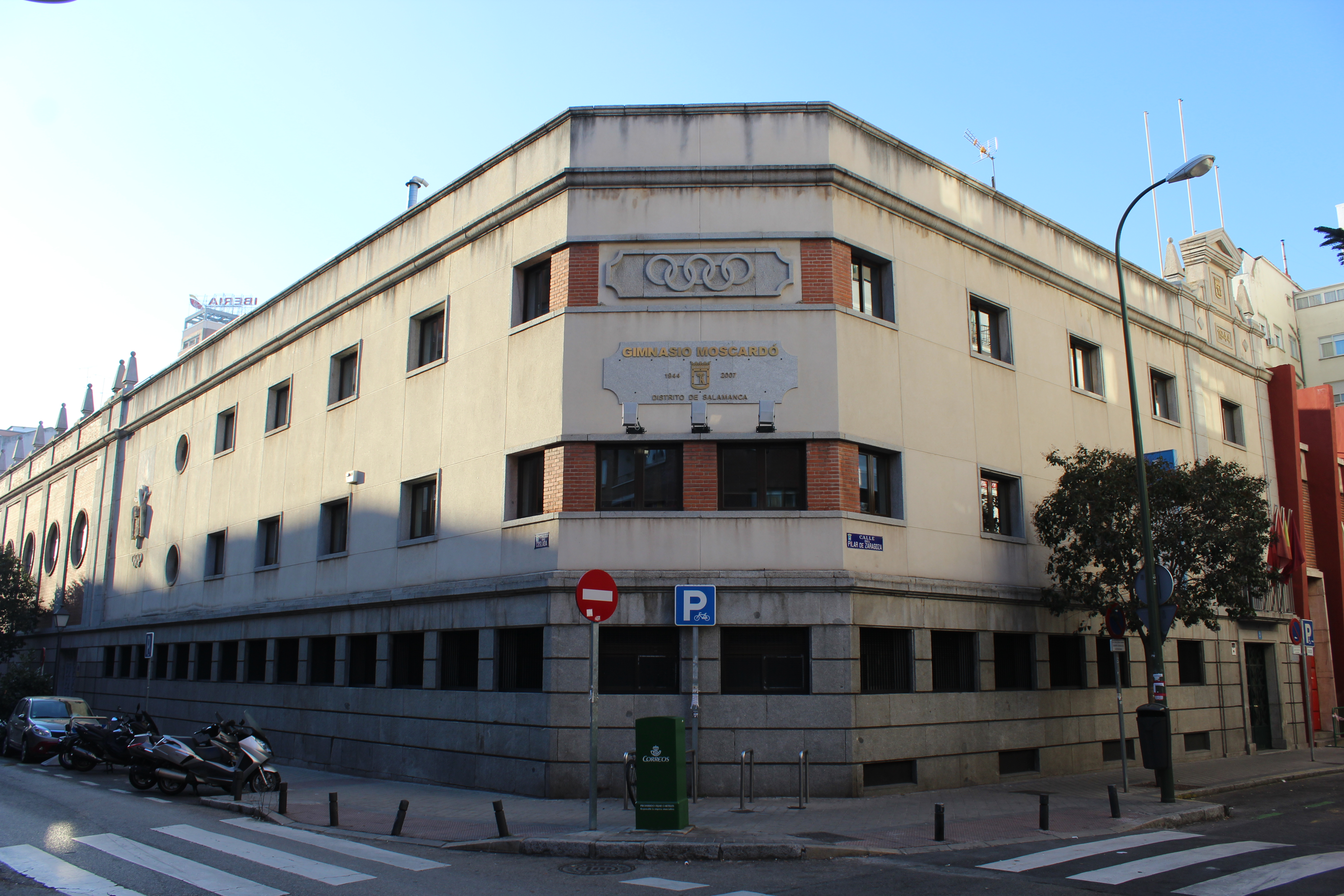
El Gimnasio Moscardó, en el distrito de Salamanca (Madrid), fue el lugar de entrenamiento de la selección nacional de gimnasia rítmica hasta 1997.

La medalla de bronce en el Europeo de Viena en 1984 fue la primera para el conjunto español desde 1975, e inició un amplio periodo de consecución de preseas internacionales. En una entrevista en 2016, la capitana de aquel conjunto, María Fernández Ostolaza, destacaba la importancia de esa medalla para la gimnasia rítmica española:

«En aquella época, nosotras lo que queríamos era derrocar a los países del Este [...] Como las medallas eran siempre Rusia, Bulgaria y Checoslovaquia, lo nuestro fue un grandísimo hito y el bronce del Europeo sí que fue una hazaña para el equipo. Fue el inicio de algo».
—María Fernández, en declaraciones en 2016 a Córner-rítmica

## Música de los ejercicios
| Año         | Aparatos           | Música                                                       |
| ----------- | ------------------ | ------------------------------------------------------------ |
| 1983 - 1984 | 3 aros y 3 cuerdas | Desconocida.                                                 |
| 1984        | 3 aros y 3 cuerdas | Desconocida.                                                 |
| 1985        | 3 aros y 3 pelotas | El pasodoble «Francisco Alegre» de Quintero, León y Quiroga. |

## Palmarés deportivo

### Selección española
| 1984 - Campeonato de Europa de Viena* Bronce en concurso general 1985 - Campeonato del Mundo de Valladolid* 7º puesto en concurso general |

*Como suplente del equipo

## Premios, reconocimientos y distinciones
- Medalla al Mérito Gimnástico de 1984, otorgada por la Real Federación Española de Gimnasia (1984)[7]